# Rhaphidorrhynchium callidioides
Rhaphidorrhynchium callidioides är en bladmossart som beskrevs av Brotherus 1925. Rhaphidorrhynchium callidioides ingår i släktet Rhaphidorrhynchium och familjen Sematophyllaceae. Inga underarter finns listade i Catalogue of Life.